# Chandler (South Australia)
Chandler ist eine Bahnstation im Norden von South Australia. Der Ort liegt 56 Kilometer nördlich von Marla an der Abzweigung des Stuart Highway und ist ein Zugang zum Aborigines-Land des Anangu-Pitjantjatjara-Volkes. Die Regierung von South Australia plante früher an dieser Stelle ein Frachtlogistikzentrum zu bauen.
Chandler ist mit dem Zug erreichbar. Der Ghan, der transkontinentale Fernverkehrszug, der von Darwin nach Adelaide verkehrt, hält zweimal pro Woche in jede Richtung an der Station. Am Stuart Highway gibt es auch eine Bushaltestelle.